# Hôtel de ville de Marcigny
L'hôtel de ville de Marcigny est l'actuelle mairie de Marcigny en Saône-et-Loire.

## Protection
Les façades et les toitures sur rue et sur cour à l'exclusion des ailes et des dépendances tout comme l'escalier avec sa rampe en fer forgé et le décor du salon au premier étage font l’objet d’une inscription au titre des monuments historiques depuis le 21 septembre 1981. 